# Gare de Thésée
Gare de Thésée – przystanek kolejowy w Thésée, w departamencie Loir-et-Cher, w Regionie Centralnym, we Francji.
Jest przystankiem kolejowym Société nationale des chemins de fer français (SNCF), obsługiwaym przez pociągi TER Centre, kursujące między Tours, Vierzon i Bourges.